# 粟草
粟草（学名：Milium effusum L.）是一种禾本科植物。这种植物在中国分布于黑龙江、吉林、辽宁、河北、山西、陕西、甘肃、新疆、浙江、江苏、安徽、江西、湖北、河南、四川等省区；此外，朝鲜、日本也有。